# Juan Félix Sánchez
Juan Félix Sánchez, nome completo Juan Félix Sánchez Sánchez (San Rafael de Mucuchíes, 16 maggio 1900 – San Rafael de Mucuchíes, 18 aprile 1997), è stato un artista e artigiano venezuelano.
Fu un artista eclettico ed espresse il suo talento in svarati campi; fu, tra l'altro, esperto tessitore e architetto autodidatta. Ideò e costruì la cappella di San Rafael de Mucuchíes e, a El Tisure, una zona montagnosa tra le Ande venezuelane, la Capilla del Filo e quella di El Bohío, dedicata a Nostra Signora di Coromoto.
Durante la sua presidenza della giunta comunale di San Rafael (1929-1933) si occupò della messa in funzione di una turbina per dotare di energia elettrica il villaggio.
Sánchez è stato il soggetto di alcuni premiati documentari: "Tisure", e "Juan Felix Sanchez" di Calogero Salvo .

## Premi
- Premio "Aquiles Nazoa", 1987.
- Premio Nacional de Artes Plásticas, 1989.

## Galleria d'immagini

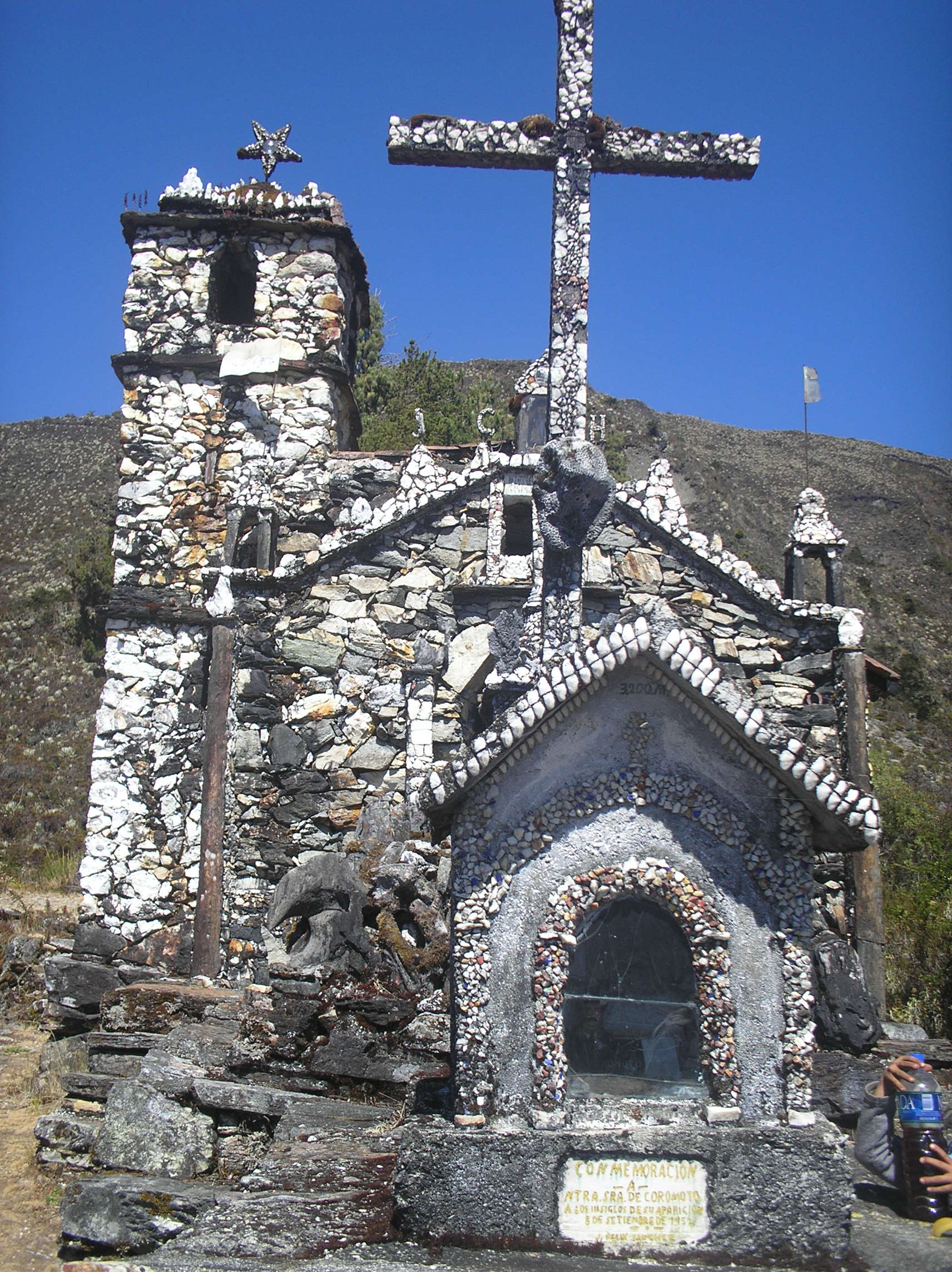
Cappella del Tisure
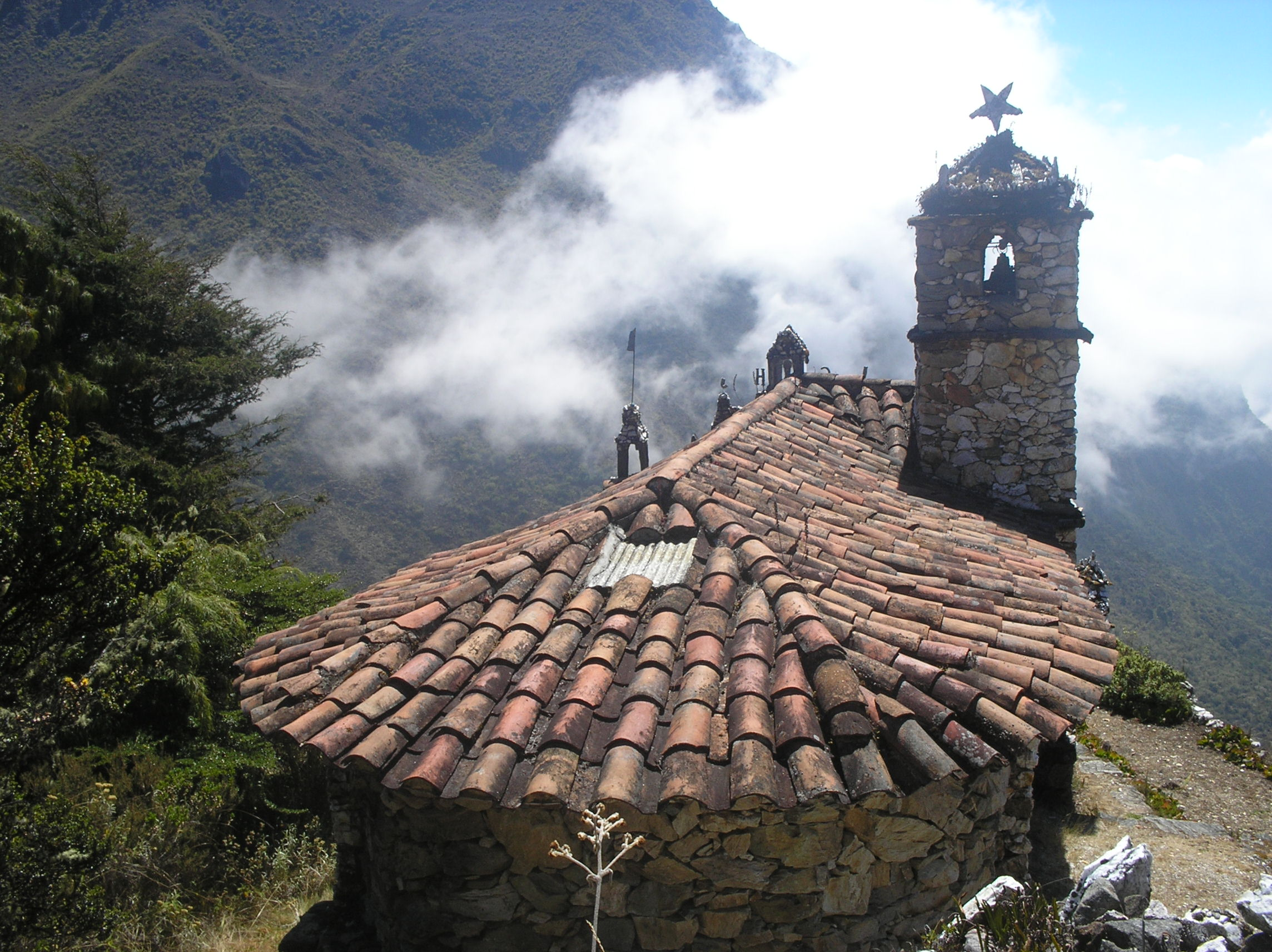
Cappella del Tisure, veduta posteriore.
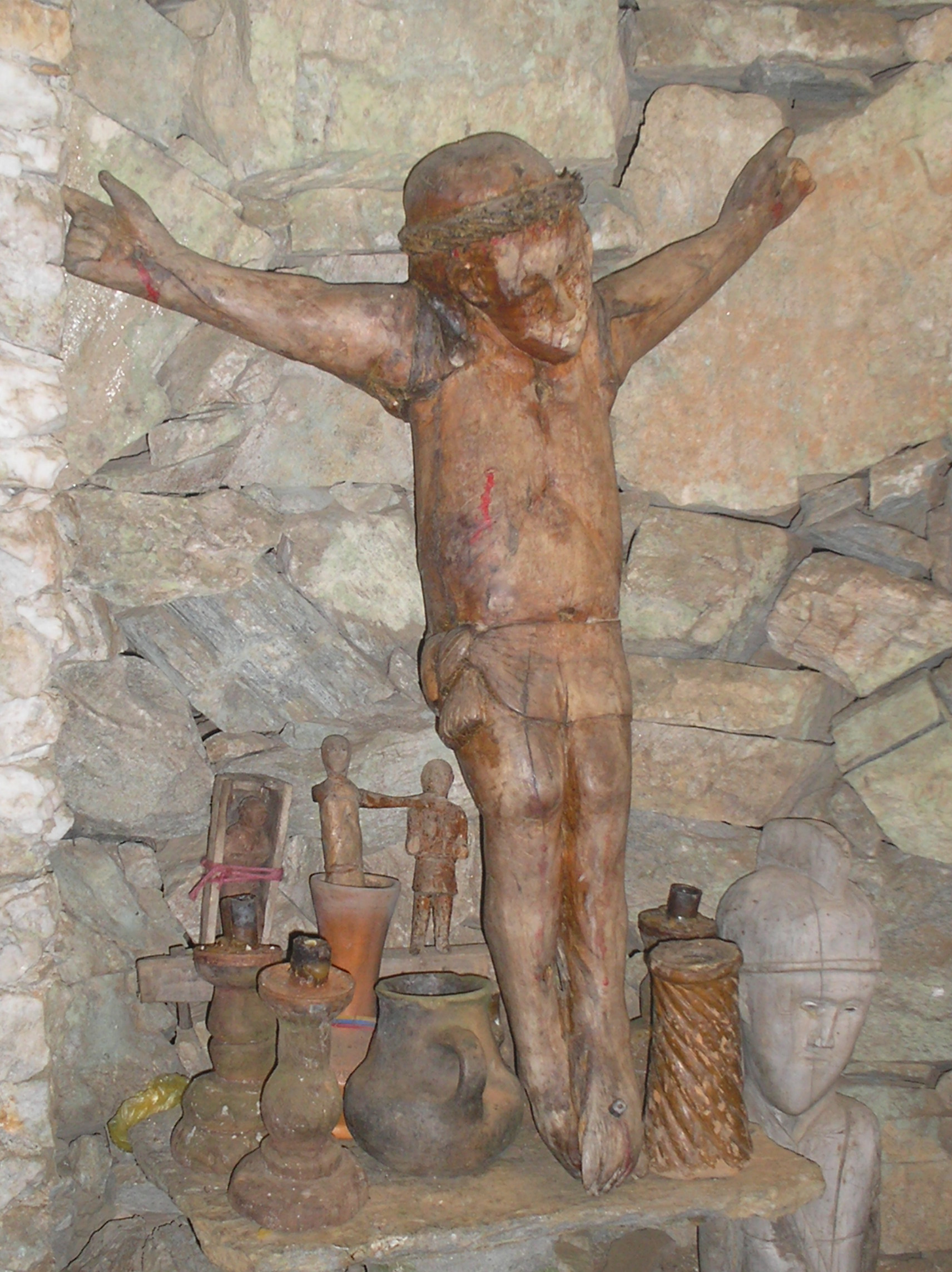
Scultura in legno del Cristo